# Hegetor herculeus
Hegetor herculeus is een vlinder uit de familie slakrupsvlinders (Limacodidae). De wetenschappelijke naam van deze soort is voor het eerst geldig gepubliceerd in 1899 door Karsch.
De soort komt voor in tropisch Afrika.